# Hitched
Hitched is een Amerikaanse televisiefilm uit 2001 van de hand van Wesley Strick en met Sheryl Lee en Anthony Michael Hall in de hoofdrollen. De film werd opgenomen in het Canadese Toronto.

## Verhaal
Eve en Ted zijn een jaar en een maand getrouwd als zij erachter komt dat hij overspelig is doordat hij met zijn liefje in het ziekenhuis belandt na een auto-ongeval. Eve schaft zich een veldbed, een ketting en een slot aan en ketent haar man vast in de kelder. Vervolgens gaat ze aangifte van zijn verdwijning doen bij rechercheur Grant, die op onderzoek gaat.
Met een naald begint Ted de ketting te bewerken en zo slaagt hij er op een avond in te ontsnappen. Op zijn beurt ketent hij Eve vast. Een maand later zit hij met een jonge deerne op een motelkamer als hij beseft hoeveel hij van Eve houdt en hij keert huiswaarts. Hij verongelukt echter onderweg.
Grant heeft intussen de politie verlaten als hij zijn overlijden uit de krant verneemt. Hij klopt bij Eve aan en als niemand open doet breekt hij binnen. Hij vindt Eve in de kelder en bevrijdt haar. Er volgt een kus waarna Grant merkt dat hij aan zijn enkel is vastgeketend. Ze zegt hem dat hij haar op die manier nooit kan bedriegen en gaat boven het eten maken.

## Rolverdeling
| Acteur               | Personage   | Opmerkingen        |
| -------------------- | ----------- | ------------------ |
| Sheryl Lee           | Eve Robbins | Protagoniste       |
| Anthony Michael Hall | Ted Robbins | Eve's man          |
| Alex Carter          | Cary Grant  | Politierechercheur |
| Brenda Devine        | Adele       | Eve's moeder       |
| Matt Cooke           | Hugh        | Teds beste vriend  |
| Carolyn Goff         | Cheryl      | Teds liefje        |